# Gamba (Gabon)
Gamba è un centro abitato del Gabon, situato nella provincia di Ogooué-Maritime.